# Estação Raspail
Raspail é uma estação das linhas 4 e 6 do Metrô de Paris, localizada no 14.º arrondissement de Paris.

## Localização
A estação está situada no boulevard Raspail no cruzamento com o boulevard Edgar-Quinet.

## História
A estação foi aberta em 1906. Seu acesso é adornado com uma balaustrada Hector Guimard. Ela está situada no boulevard Raspail, cujo nome presta homenagem a François-Vincent Raspail, químico e político francês do século XIX.

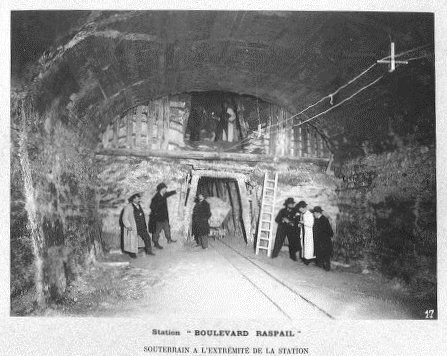
A estação durante a perfuração da linha 2 Sud, atual linha 6, em 1902

A estação foi renovada pela primeira vez depois de 1969 adotando o estilo "Mouton-Duvernet" com dois tons de laranja, cortando radicalmente com o branco dominante da origem do metrô. A estação foi renovada pela segunda vez em 2008 no contexto do programa "Renouveau du métro" e perdeu a sua decoração de estilo "Mouton" e seus blocos laranjas. O novo mobiliário é de cor azul na linha 6 e de cor verde água na linha 4. Em 2017, novas alterações foram aplicadas nas plataformas da linha 4, no contexto da automatização da linha.
Em 2011, 1 785 546 passageiros entraram nesta estação (os passageiros em correspondência entre as duas linhas de metrô não foram levados em conta). Ela viu entrar 1 836 323 passageiros em 2013, o que a coloca na 260ª posição das estações de metrô por sua frequência em 302.

## Serviços aos Passageiros

### Acessos
A estação tem dois acesso nos números 234 e 241 do boulevard Raspail.

### Plataformas

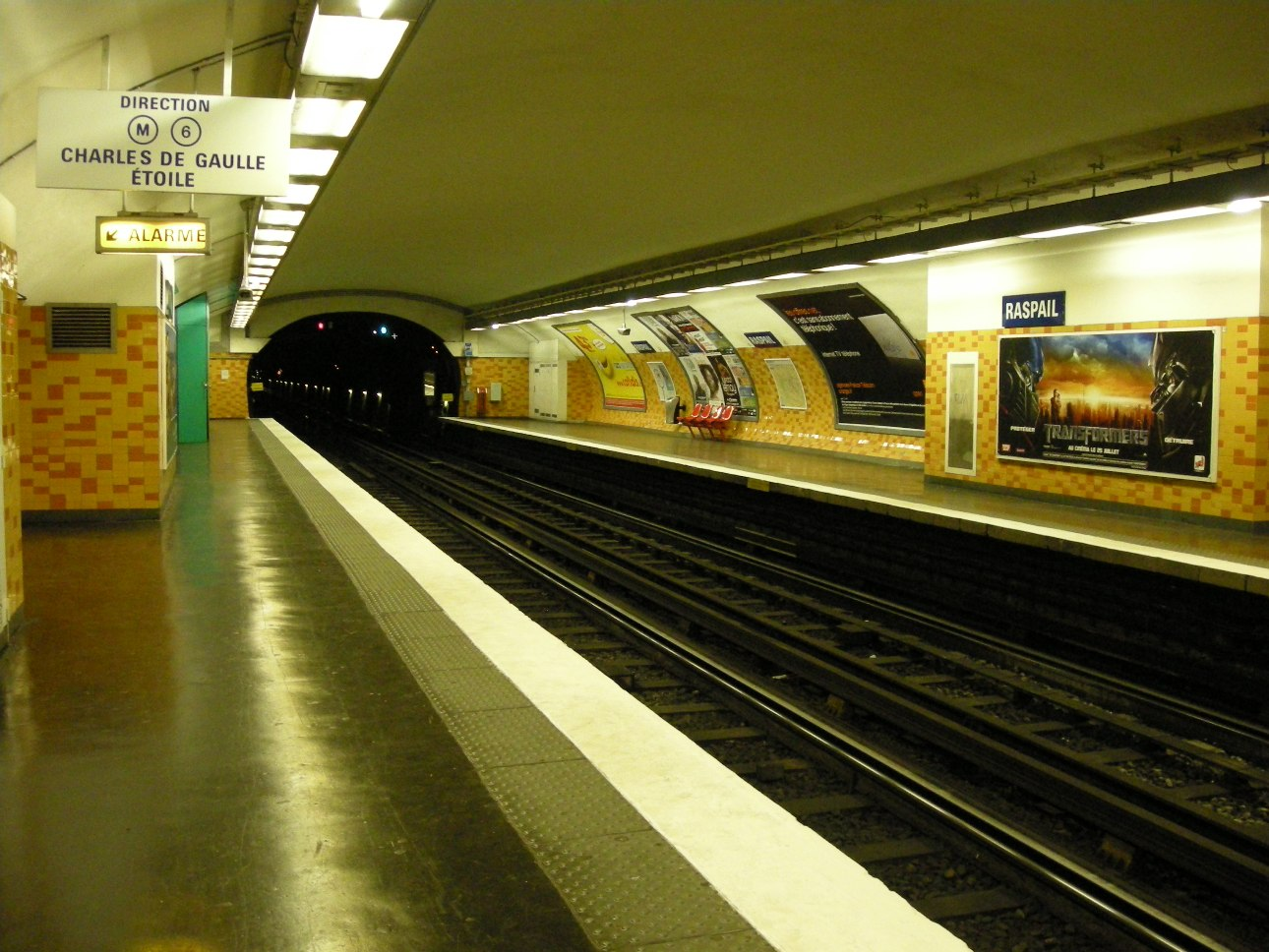
Plataformas da estação na linha 6 antes de sua renovação em 2008

As plataformas das duas linhas são paralelas e situadas no mesmo nível. As plataformas em direção a Mairie de Montrouge e a Charles de Gaulle - Étoile são ligadas entre elas por duas passagens no pé-direito comum às abóbadas das duas linhas, oferecendo uma correspondência direta. As plataformas das duas linhas são de configuração padrão: eles são plataformas laterais separadas pelas vias do metrô situadas ao centro e as abóbadas de cada linha são elípticas. Elas são decorados no estilo utilizado pela maioria das estações de metrô: as telhas em cerâmicas brancas biseladas recobrem os pés-direitos, os tímpanos e as saídas dos corredores. As abóbadas são rebocadas e pintadas em branco e o nome da estação é em fonte Parisine em placas esmaltadas. Nas plataformas da linha 6, a faixa de iluminação é branca e arredondada no estilo "Gaudin" da renovação do metrô da década de 2000, os quadros publicitários são em cerâmicas brancas e os assentos são do estilo "Akiko" de cor azul. Na linha 4, em obras no âmbito da automatização da linha, não há mais faixas de iluminação, quadros publicitários nem publicidade, nem assentos. As fachadas das plataformas foram instaladas em setembro e outubro de 2018.

### Intermodalidade
A estação é servida pela linha 68 da rede de ônibus RATP.

## Pontos turísticos
- Fondation Cartier
- École spéciale d'architecture
- Cemitério do Montparnasse
- Hôpital Saint-Vincent-de-Paul